# Борсукова
Борсуко́ва (рос. Барсукова) — присілок у складі Каргапольського району Курганської області, Росія. Входить до складу Журавльовської сільської ради.
Населення — 32 особи (2010, 77 у 2002).
Національний склад населення станом на 2002 рік: росіяни — 74 %.